# Jakob Nieweg
Jakob Nieweg, ook wel genoemd Jacob Nieweg (Hogebeintum, 26 mei 1877 – Amersfoort, 4 augustus 1955) was een Nederlands predikant die vooral bekendheid kreeg als kunstschilder.

## Leven en werk
Nieweg werd in 1877 in Hogebeintum geboren als zoon van een predikant. Na het gymnasium te hebben doorlopen studeerde hij theologie. Hij promoveerde in 1905 aan de universiteit van Groningen op een proefschrift getiteld Frederick William Robertson. Tijdens zijn studie volgde hij in de avonduren tekenlessen bij de Groningse tekenlerares Anna van Prooijen. In 1899 kwam hij in Groningen in aanraking met H.P. Bremmer. Bremmer had als docent invloed op Niewegs schildersopvattingen en bracht Nieweg liefde bij voor het werk van Vincent van Gogh. Nieweg was achtereenvolgens predikant in Ter Apel, Winsum en Spankeren. In 1914 legde Nieweg zijn ambt als predikant neer om zich in Bloemendaal geheel aan de kunst te wijden. In 1919 vertrok hij naar Amersfoort, waar hij tot zijn overlijden in 1955 bleef wonen. In Amersfoort is een straat naar hem vernoemd.
Nieweg was lid en oprichter van  De Brug, bestuurslid van Amersfoorts Kunstenaars Genootschap AKG en bestuurslid van Vereniging Vrije Kunstenaars. Hij was  leraar van Elisabeth Catharina Bergsma (1902-1975).
Nieweg trouwde op 4 september 1904 te Drachten met Neine Geertruida van der Meulen. Charley Toorop schilderde hun portret in 1927. Uit het huwelijk van Nieweg en Van der Meulen werden twee dochters en een zoon geboren: Mintje, Renske en Hein.